# Kaliumviolurat
Kaliumviolurat ist das Kaliumsalz der Violursäure.

## Darstellung
Kaliumviolurat lässt sich aus Violursäure und Kaliumhydroxid in Wasser herstellen.
Alternativ kann auch Violursäure mit Kaliumethanolat in Ethanol umgesetzt werden.

## Eigenschaften
Kaliumviolurat kristallisiert in roten Nadeln. Es sind sowohl das Anhydrat auch das Dihydrat bekannt.

## Externe Links zu erwähnten Verbindungen
1. ↑  Externe Identifikatoren von bzw. Datenbank-Links zu Kaliumviolurat-Dihydrat:  CAS-Nr.: 5137-97-3, Wikidata: Q135877142.
2. ↑  Externe Identifikatoren von bzw. Datenbank-Links zu Kaliumviolurat-Hydrat:  CAS-Nr.: 91356-13-7, Wikidata: Q135877207.